# Yannick Borel
Yannick Philippe André Borel (* 5. November 1988 in Pointe-à-Pitre, Guadeloupe) ist ein französischer Degenfechter. Er ist Olympiasieger und gewann mehrfach Gold bei Welt- und Europameisterschaften.

## Erfolge
Yannick Borel hat international zahllose Erfolge erfochten. So wurde er 2016 in Toruń, 2017 in Tiflis und 2018 in Novi Sad dreimal in Folge Europameister. Mit der Mannschaft sicherte er sich 2011 in Sheffield und nochmals 2016 den Titel. Mit dieser gewann er zudem Gold bei den Europaspielen in Baku. Bei Weltmeisterschaften folgten Titelgewinne in den Mannschaftswettbewerben 2011 in Catania, 2017 in Leipzig sowie 2019 in Budapest. 2012 in Kiew belegte die Mannschaft mit Borel den zweiten Rang. 2022 wurde er in Antalya im Einzel ein weiteres Mal Europameister und sicherte sich mit der Mannschaft die Bronzemedaille. Im selben Jahr gewann er mit der Mannschaft in Kairo einen weiteren Weltmeistertitel.
Viermal nahm der Rechtshänder an Olympischen Spielen teil. 2012 belegte er in London den siebten Rang. Im Viertelfinale war er Bartosz Piasecki mit 14:15 unterlegen. Vier Jahre darauf bei den Olympischen Spielen in Rio de Janeiro erreichte Borel im Einzelwettbewerb erneut das Viertelfinale, das er gegen Benjamin Steffen mit 10:15 verlor. Mit der Mannschaft erreichte er nach Siegen gegen Venezuela und Ungarn das Finale, das gegen Italien mit 45:31 gewonnen wurde. Borel wurde so gemeinsam mit Gauthier Grumier, Daniel Jérent und Jean-Michel Lucenay Olympiasieger. Die 2021 ausgetragenen Olympischen Spiele 2020 in Tokio verliefen nicht sehr erfolgreich für Borel. Im Einzel schied er ebenso in der ersten Runde gegen Mohamed El-Sayed aus wie auch mit der Mannschaft gegen Gastgeber Japan.
Bei den Olympischen Spielen 2024 in Paris gelang Borel hingegen wieder ein Medaillenerfolg. Im Einzel traf er nach drei Auftakterfolgen erneut auf Mohamed El-Sayed, den er diesmal besiegte. Im Finale unterlag er anschließend dem Japaner Kōki Kanō mit 9:15 und gewann so die Silbermedaille. Mit der Mannschaft verpasste er knapp einen weiteren Medaillengewinn. Nach einem Auftakterfolg über Ägypten unterlag Borel gemeinsam mit Paul Allègre, Luidgi Midelton und Romain Cannone erst im Halbfinale Ungarn mit 30:45 und im Duell um Bronze auch Tschechien mit 41:43.
Borel hat einen Sohn und zwei Töchter. Nach dem Olympiasieg 2016 wurde er zum Ritter der Ehrenlegion ernannt.